# Tkon
Tkon é um município (Općina) da Croácia localizado no condado de Zadar. Sua ilha aproximada é Ugljan. Nos tempos medievais duas ilhas, Pašman e Ugljan eram uma entidade. Em 1883, a sua passagem já existente foi expandida para obter uma rota mais curta de Zadar para outras ilhas.

## História
Mosteiro beneditino de Saint Cosmas e Damian, na colina vizinha de Ćokovac, que governava 36 aldeias no trecho de Zadar a Skradin , fundou Tkon como uma vila de pescadores e um ponto estratégico na entrada do canal Pašman , que fazia parte do rota de Veneza para a Terra Santa . Como sede de padres glagolíticos, Tkon tinha um maior grau de autonomia do que as aldeias comuns da República Veneziana.